# Мазе, Эйда
Мазе Эйда (англ. Maze Ida, при рождении Ида Шимоновна Шуковская; 9 июля 1893, Углы, Минская губерния — 13 июня 1962, Монреаль) — канадская поэтесса на идише, редактор и эссеист.

## Биография
Родилась в деревне Углы возле Копыля в семье Шимона Жуковского и Муши Говезнянской. В 1905 году семья Жуковских эмигрировала в Нью-Йорк (США), через год — Монреаль.
Эйда начала писать стихи в 1926 году. Её произведения печатались в известных еврейских периодических изданиях «Канадер Адлер», «Ди идише журнал», «Цукунфт» и «Киндер-журнал». В 1935—1937 годах была соредактором журнала «Хефтн» (Монреаль). Во время второй мировой войны работала в организациях помощи беженцам в Европе. Её произведения были переведены на иврит, русский, французский и английский языки.
В 1912 году вышла замуж за коммивояжёра Александра Мэсси (урождённый Элли-Гершон Мазе). У супругов родилось трое сыновей: Бернард (ок. 1913—1923), Израиль (1918—1962) и Ирвинг (род. 1924).

### Произведения
- «Мать» (1931, Монреаль)
- «Лидер фар киндер» («Стихи для детей») (1936)
- «Нае лидер» («Новые стихи») (1941)
- «Ваксн майне киндерлех» («Растут мои детишки») (1954)